# 小柳実
小柳 みのる（おやなぎ みのる、本名:小柳実、1947年3月3日 - ）は、元NHK・新潟放送アナウンサー。「新潟アナウンススクール」代表・講師。

## 略歴
静岡県清水市（現静岡市清水区）出身。学習院大学卒業後、NHK入局。地方勤務などを経て、1976年に新潟放送へ移籍。
新潟放送入社以降はアナウンサーや報道記者、ニュース番組のディレクターなどを務め、その後アナウンス部長、情報センター長、報道制作局長を歴任。60歳を過ぎてからは情報センターラジオデスク・報道解説委員の立場でラジオ『ゴゴラク!』『New・sな時間』などのニュースコメンテーターの他、ラジオ・テレビ各番組やCMでナレーションなどを担当。
2010年2月末に退職後は「新潟アナウンススクール」を立ち上げ、マンツーマンの指導にあたる。また、佐渡テレビジョンやテレビ金沢の在籍を経て、2019年からフリーアナウンサーとして活動している馬場ももこの指導も小柳が行った。

## 過去の担当番組
ラジオ
- ハレバレジョッキー お元気ですか!
- はればれワイドにっこり大放送[1]
- みのるとよう子のびっくりナイター
- 実と京子の大勝負がっぷり四つ [1]
- ライブリポート4:45
- コンビニラジオ　昼ラジ（木曜日：五線譜の社会学）「綾小路マシュマロ博士」として
- ゴゴラク!（月曜 - 木曜：ゴゴラク!ニュース解説）
- New・sな時間（月曜 - 金曜：ニュースパレード）

テレビ
- BSNニュースワイド（ナレーション、ディレクター）
- イブニング王国!ニュース（ナレーション）

## 新潟放送退職後
- 情報ライブ ミヤネ屋（読売テレビ、2017年9月11日） - 前述の馬場が林マオ（読売テレビアナウンサー）の代役として同番組に出演していたため、代わりに小柳が馬場が当時在籍していたテレビ金沢のスタジオから中継で出演した。

## NHKの同期
- 青木健一、朝妻基祐、浅見忠司、生熊雅夫、板谷直実、井上元、大滝重輿、木村知義、金城紀昭、久保慶子（旧姓・伊藤）、黒沢典之、桑原堯、向後雅博、古賀成治、斉藤正安、榊寿之、柴田実、田沢真、田中久雄、谷口俊二、寺田道雄、中谷成子（旧姓・尾関）、二宮正博、野島正興、深草耕太郎、藤沢武、藤野寿一、二見和男、増渕路子（旧姓・佐藤）、丸山晃、三杉栄、宮川俊二、宮田修、室井民雄。